# Lobogonodes dactylotypa
Lobogonodes dactylotypa là một loài bướm đêm trong họ Geometridae.